# Armada de la Confederación Alemana del Norte
La Armada de la Confederación Alemana del Norte (Norddeutsche Bundesmarine o Marine des Norddeutschen Bundes) era la marina de la Confederación Alemana del Norte, formada por la armada prusiana en 1867. Finalmente fue sucedida por la armada imperial alemana en 1871.
Durante la guerra franco-prusiana de 1870-1871, la armada entró en acción contra fuerzas enemigas en algunas ocasiones. En general, debido a su pequeño tamaño y frecuentes problemas mecánicos con la mayoría de los buques de guerra blindados, entonces en servicio, la marina no jugó un papel importante en la guerra.
Durante la época de la Confederación Alemana del Norte, la Armada no tuvo una importancia relevante. Fue solo más tarde, cuando el estado pasó a llamarse imperio alemán, que la flota alemana se convirtió en una fuerza para ser tomada en cuenta.

## Fundación
Después de la guerra de los ducados (1864) y la guerra austro-prusiana (1866), la Armada de la Confederación Alemana del Norte fue creada por ley del 9 de noviembre de 1867. Fue formada basándose en la Armada Prusiana y consistía en la flota y la defensa marina (Seewehr). Los otros estados miembros de la Confederación Alemana del Norte no poseían fuerzas navales, pero fueron obligados a pagar contribuciones, así como contribuir con personal. Sin embargo, la Armada estaba subordinada al Ministerio de la Armada Prusiana.
La bandera roja, blanca y negra de la confederación combinaba los colores del Reino de Prusia con los de las ciudades hanseáticas. El comandante en jefe era el príncipe Adalberto de Prusia. El plan de fundación naval de 1867 fue ratificado por el Reichstag de la confederación del norte de Alemania y preveía los siguientes barcos:
- Seis buques blindados
- Nueve corbetas
- Ocho avisos

El plan de la flota tenía un plazo de 10 años. Sin embargo, la afluencia de nuevas unidades fue lenta, por un lado debido a los cuellos de botella financieros, por otro lado, pero también por la capacidad limitada de construcción. Como resultado, los barcos blindados y partes importantes como las máquinas de vapor se adquirieron en el extranjero. La escasez de barcos grandes se vio contrarrestada en parte por la construcción acelerada de unidades más pequeñas, que asumieron parte de las tareas de los barcos más grandes, por ejemplo, las cañoneras en lugar de las corbetas proporcionaron servicio en el extranjero.

## Tareas y desarrollo
Ya en 1865, el Landtag prusiano dominado por los liberales había rechazado una ley de bonos para la armada prusiana. El Reichstag de la confederación, sin embargo, aprobó en diciembre de 1867 el préstamo para la flota federal. Los objetivos establecidos fueron, en primer lugar, la protección del comercio marítimo alemán. En segundo lugar, las costas y puertos del norte de Alemania debían ser defendidos. Tercero, la confederación debía aumentar su capacidad para interrumpir el comercio marítimo de un posible enemigo y atacar sus flotas, costas y puertos. Esto se opuso a las ideas del Príncipe Adalberto, cuya idea de una flota de batalla estratégica había sido rechazada por razones de costo.
El jefe del Departamento de Asuntos Navales era el Conde Roon. El 17 de junio de 1869, Wilhelmshaven fue inaugurado como nuevo puerto naval federal. Fue seguido por Kiel, de modo que la armada poseía dos comandos regionales y dos puertos de guerra. Además, existía el astillero real de Danzing, que era el único astillero totalmente operativo en la época de la armada de la confederación alemana del norte. Los astilleros e instalaciones en Wilhelmshaven y Kiel todavía estaban en construcción y solo podían ser utilizados parcialmente. Otras bases y depósitos estaban en Dänholm, en Swinemünde y en Geestemünde.

## Operaciones
En la guerra contra Francia, en 1870-1871, la armada encontró fuerzas enemigas en algunas ocasiones. Estos incluyeron varias escaramuzas menores en los mares del norte y báltico entre las fuerzas costeras alemanas y la flota de bloqueo francesa, junto con la batalla de La Habana entre el cañonero Meteor y el aviso francés Bouvet. En general, debido a su pequeño tamaño y frecuentes problemas mecánicos con la mayoría de los buques de guerra entonces en servicio, la marina no jugó un papel importante en la guerra. Por otro lado, a la marina francesa le resultó difícil emplear su flota muy superior para una operación de desembarco en las costas prusianas, debido a las decisivas derrotas que sufrieron los franceses en tierra.

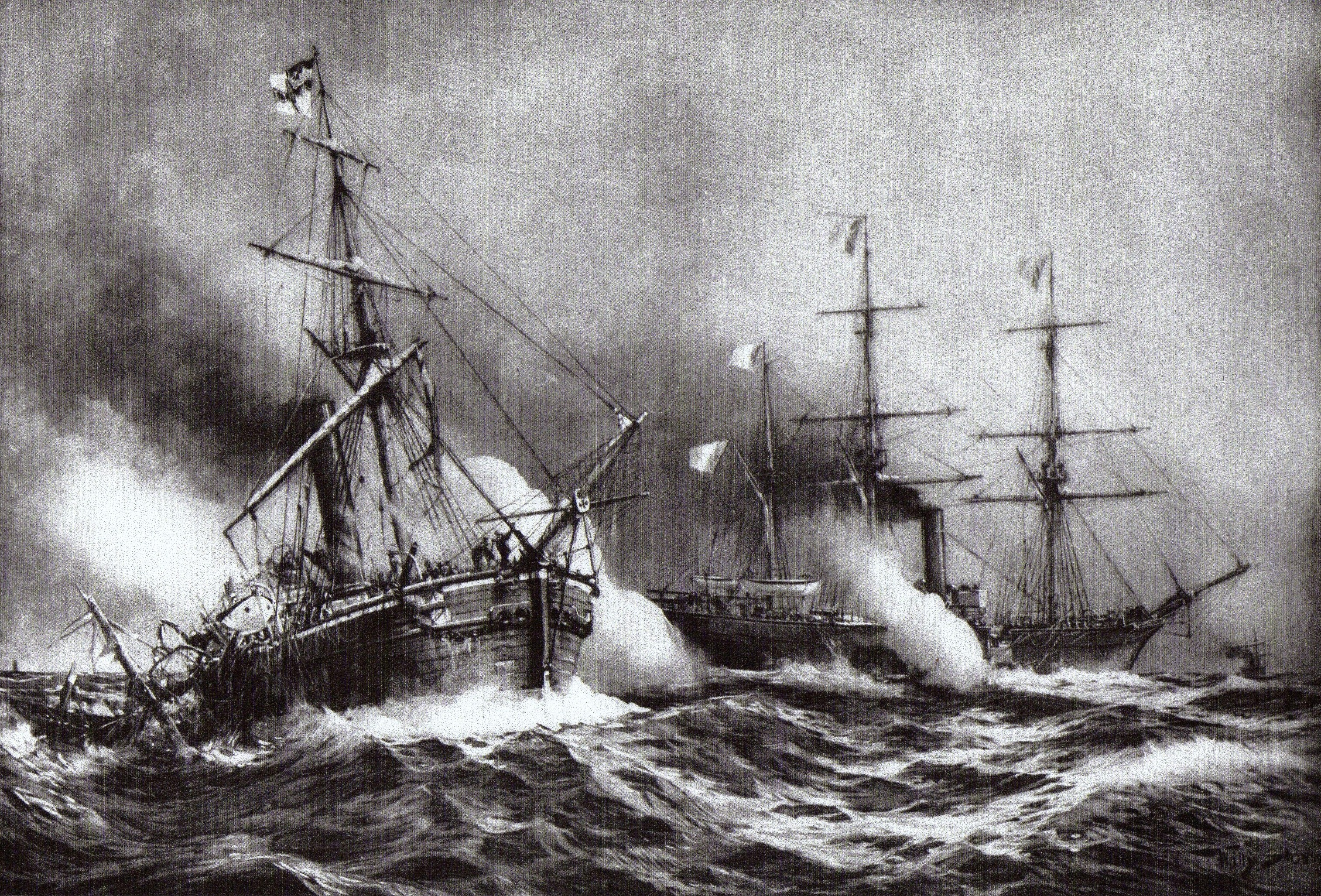
Batalla de La Habana (9 de noviembre de 1870).

## Imágenes

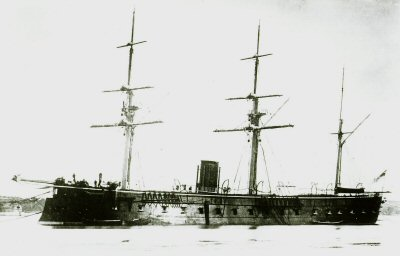
SMS Friedrich Carl
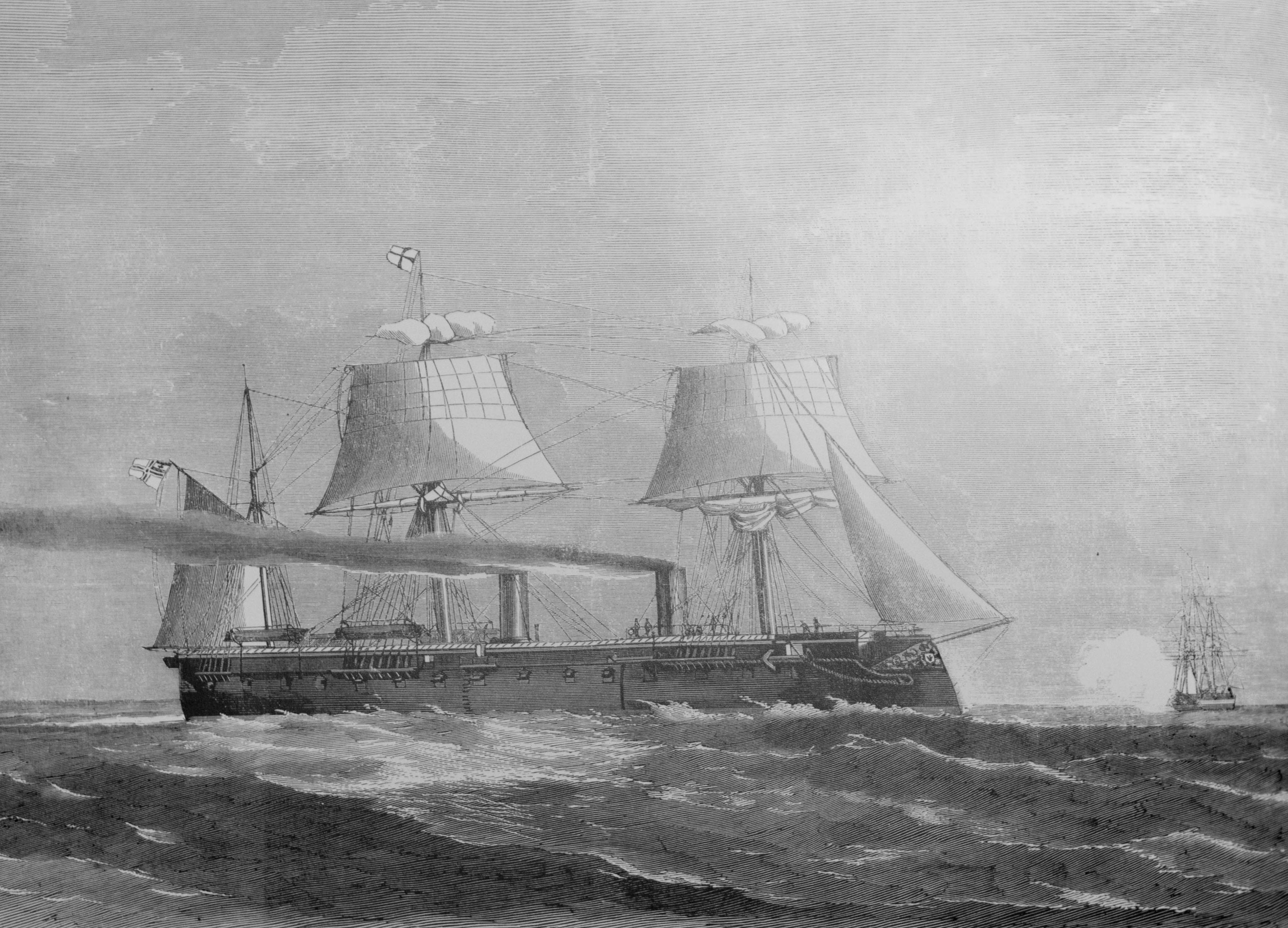
SMS Kronprinz
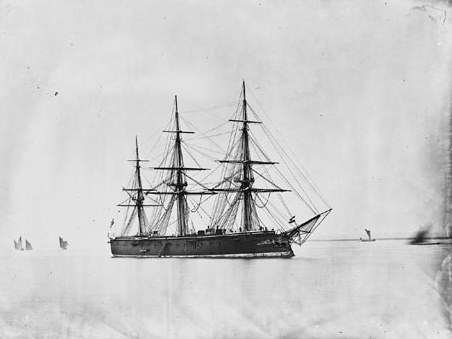
SMS König Wilhelm
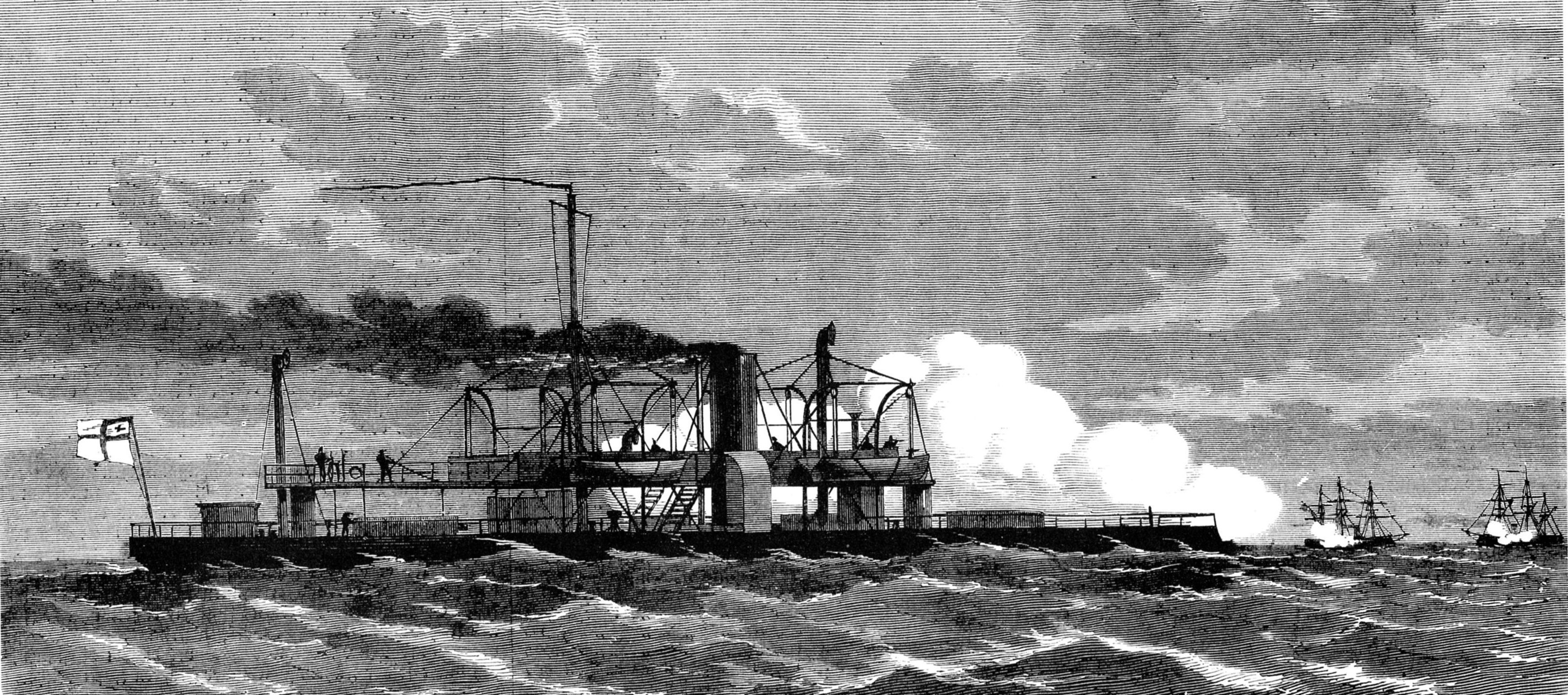
SMS Arminius